# Viken, Höganäs kommun
Viken är en tätort huvudsakligen inom Höganäs kommun, men med en mycket liten del i Helsingborgs kommun i Skåne län.

## Historia
Viken har sitt ursprung under medeltiden, då det fanns en by med kapell på området. Runt år 1700 fanns det ca 60 hushåll i Viken. Pesten på 1710-talet drabbade byn hårt och ungefär en tredjedel av befolkningen dog. Från 1800-talet och framåt utvecklades Viken till en sjöfartsort med stora segelfartyg som trafikerade all världens hav. I modern tid har dock näringen avtagit, även om fisket spelar viss roll. I övrigt trafikeras hamnen mest av privatbåtar.
Viken är kyrkby i Vikens socken och ingick efter kommunreformen 1862 i Vikens landskommun. I denna inrättades för orten 7 oktober 1921 Vikens municipalsamhälle. Landskommunen och orten uppgick 1952 i Väsby landskommun där municipalsamhället upplöstes 31 december 1964. Orten ingår sedan 1971 i Höganäs kommun.

### Befolkningsutveckling
| Befolkningsutvecklingen i Viken 1900–2020 | Befolkningsutvecklingen i Viken 1900–2020 | Befolkningsutvecklingen i Viken 1900–2020 | Befolkningsutvecklingen i Viken 1900–2020 | Befolkningsutvecklingen i Viken 1900–2020 |
| ----------------------------------------- | ----------------------------------------- | ----------------------------------------- | ----------------------------------------- | ----------------------------------------- |
|                                           |                                           |                                           |                                           |                                           |
| År                                        |                                           |                                           | Folkmängd                                 | Areal (ha)                                |
| 1900                                      | 1900                                      |                                           | 918                                       | †                                         |
| 1960                                      | 1960                                      |                                           | 827                                       |                                           |
| 1965                                      | 1965                                      |                                           | 1 664                                     |                                           |
| 1970                                      | 1970                                      |                                           | 2 571                                     |                                           |
| 1975                                      | 1975                                      |                                           | 3 502                                     |                                           |
| 1980                                      | 1980                                      |                                           | 3 488                                     |                                           |
| 1990                                      | 1990                                      |                                           | 3 236                                     | 198                                       |
| 1995                                      | 1995                                      |                                           | 3 201                                     | 206                                       |
| 2000                                      | 2000                                      |                                           | 3 269                                     | 206                                       |
| 2005                                      | 2005                                      |                                           | 3 753                                     | 224                                       |
| 2010                                      | 2010                                      |                                           | 4 227                                     | 245                                       |
| 2015                                      | 2015                                      |                                           | 4 489                                     | 295                                       |
| 2018                                      | 2018                                      |                                           | 4 636                                     | 302                                       |
| 2020                                      | 2020                                      |                                           | 4 606                                     | 303                                       |
| † Som köpingsliknande samhälle 1900.      |                                           |                                           |                                           |                                           |

## Samhället
I likhet med ett antal andra samhällen längs kusten på Kullahalvön har Gamla Viken kvar sitt medeltida gatunät och det finns många korsvirkeshus bevarade från 1600- och 1700-talen.
I byn finns ett stort antal företag och affärsverksamheter som matvarubutiker, frisersalonger, småbåtshamn, flera restauranger, festlokaler och ett konditori. Det finns även en kommunal grundskola med årskurserna 1-9 (Vikenskolan) samt en friskola med årskurserna 1-6 (Vikens montessori).
I den nordöstra delen av Viken ligger golvföretaget Välinge Innovations utvecklingscenter och huvudkontor.
Till kulturminnena hör bland annat Sophiamöllan från 1838 (Wikens qvarn). Kvarnen förvaltas numera av Stiftelsen Sophiamöllan och körs regelbundet på helgerna under sommarmånaderna. I Gamla Viken finner man även museet Paul Jönska gården, ursprungligen uppförd som skeppargård omkring 1880. Det finns även ett Sjöfartsmuseum i Vikens hamn.
I Viken finns också Vikens kyrka som är församlingskyrka i Vikens församling.
I övrigt finns ett antal föreningar, inklusive Wikens Båtsällskap (WBK), Vikens IK, Vikens Tennisklubb och Vikens Bastubadare.
Söder om Viken ligger Domsten-Viken naturreservat, en kusthed som var en del av den gemensamma betesmark som kallas Kulla fälad.

## Bilder

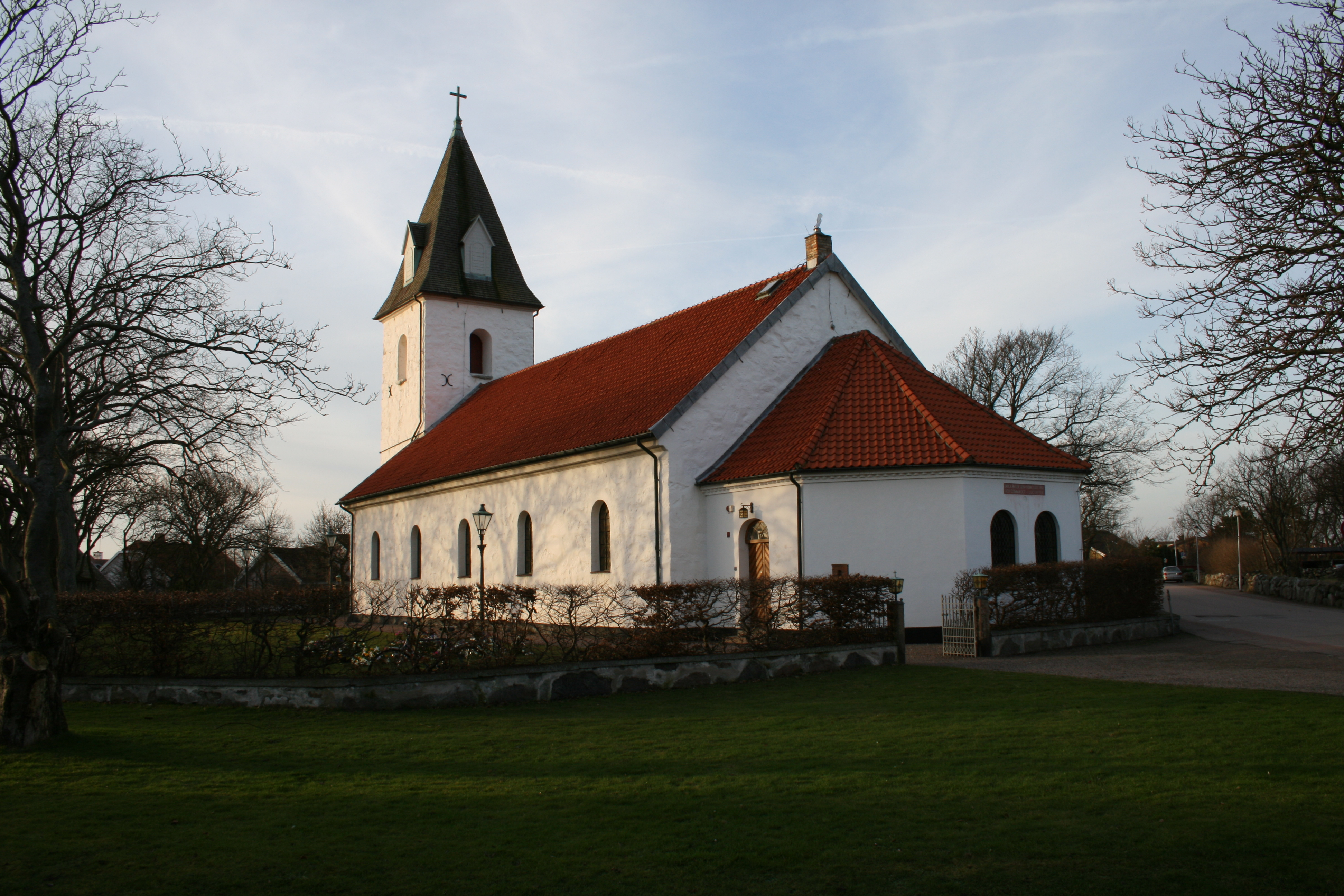
Vikens kyrka
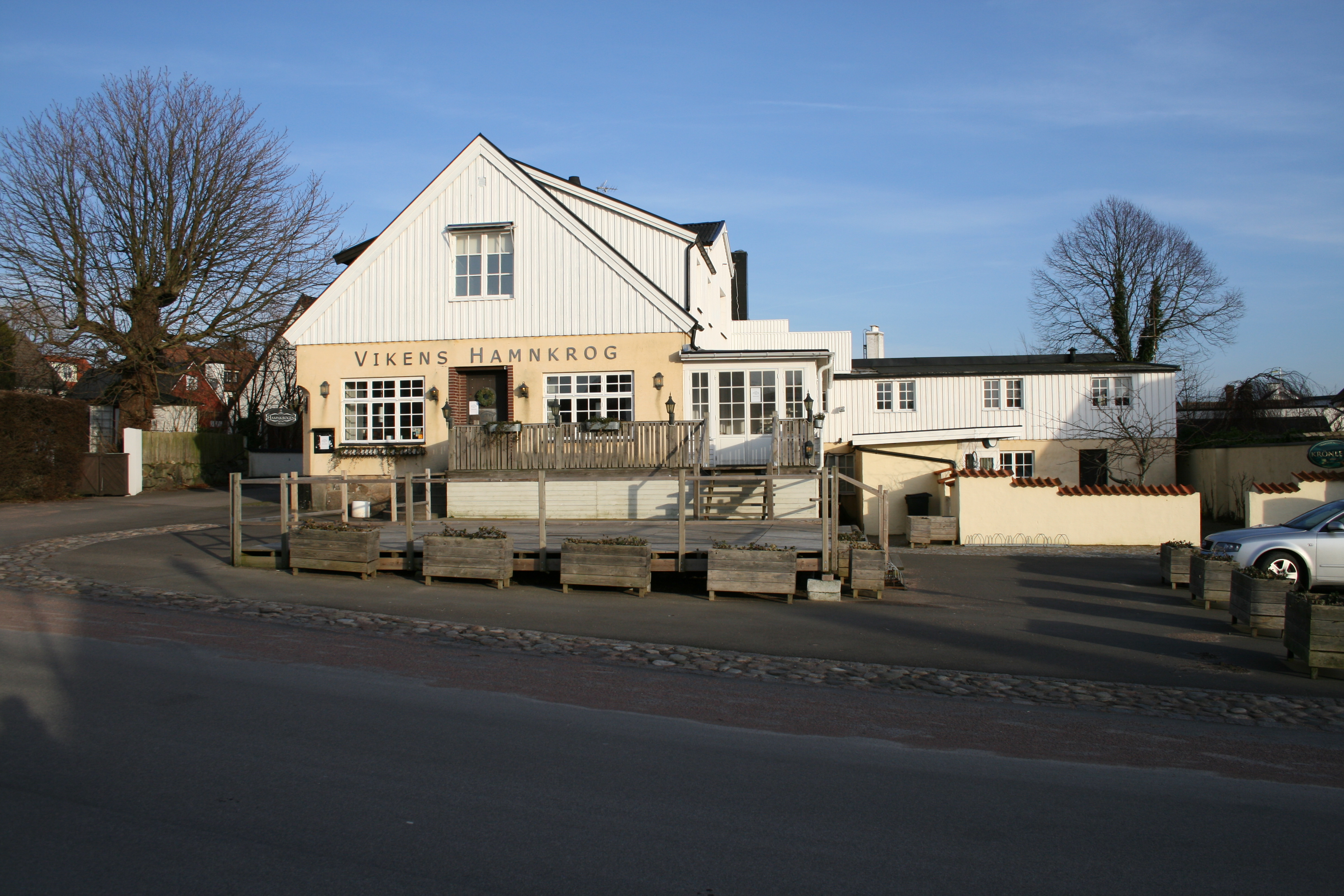
Vikens hamnkrog nere vid hamnplanen
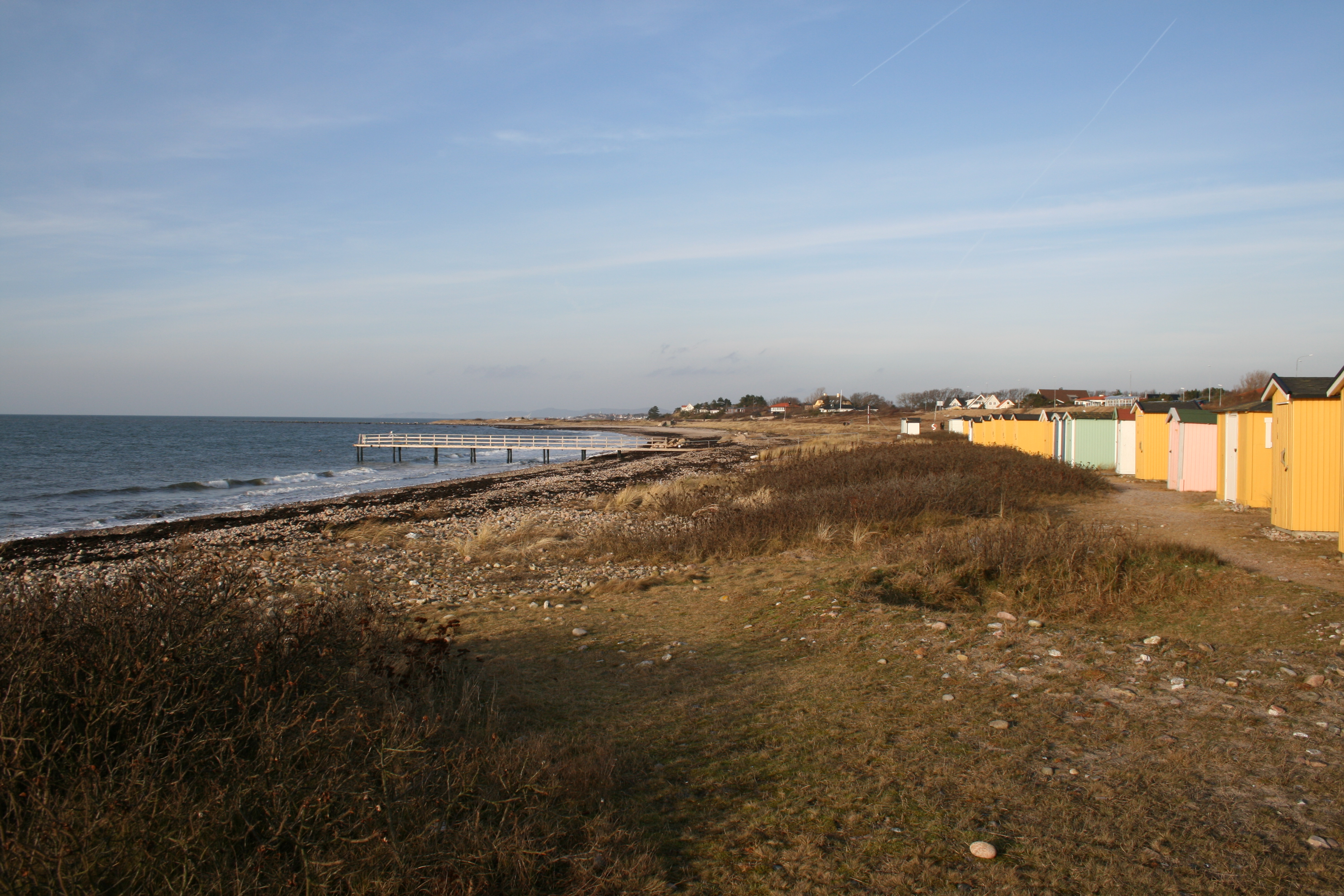
Stranden med dess badhytter
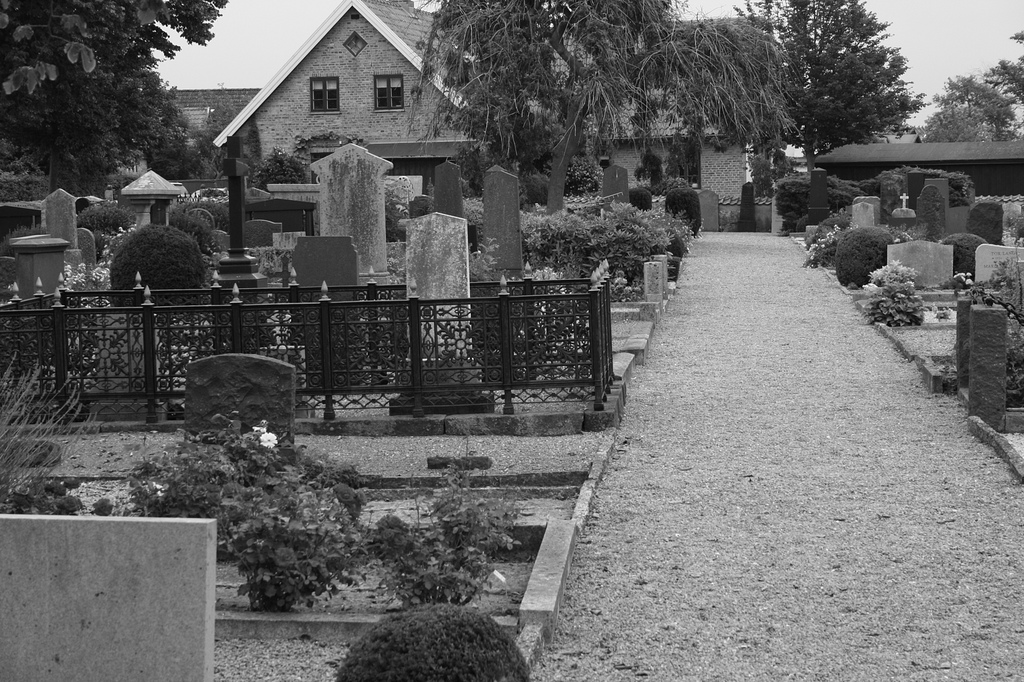
Vikens gamla kyrkogård
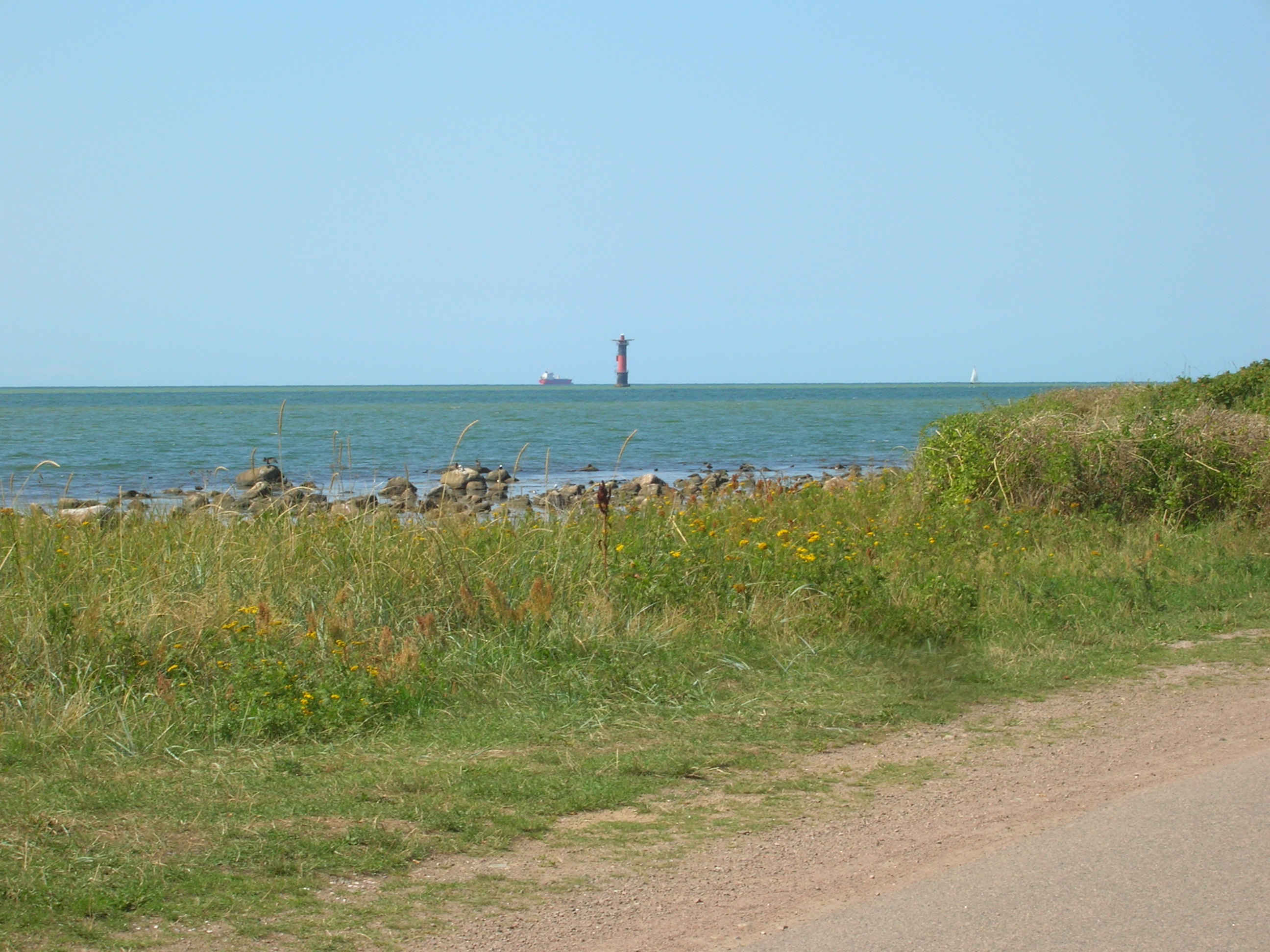
Utsikt från Fortet
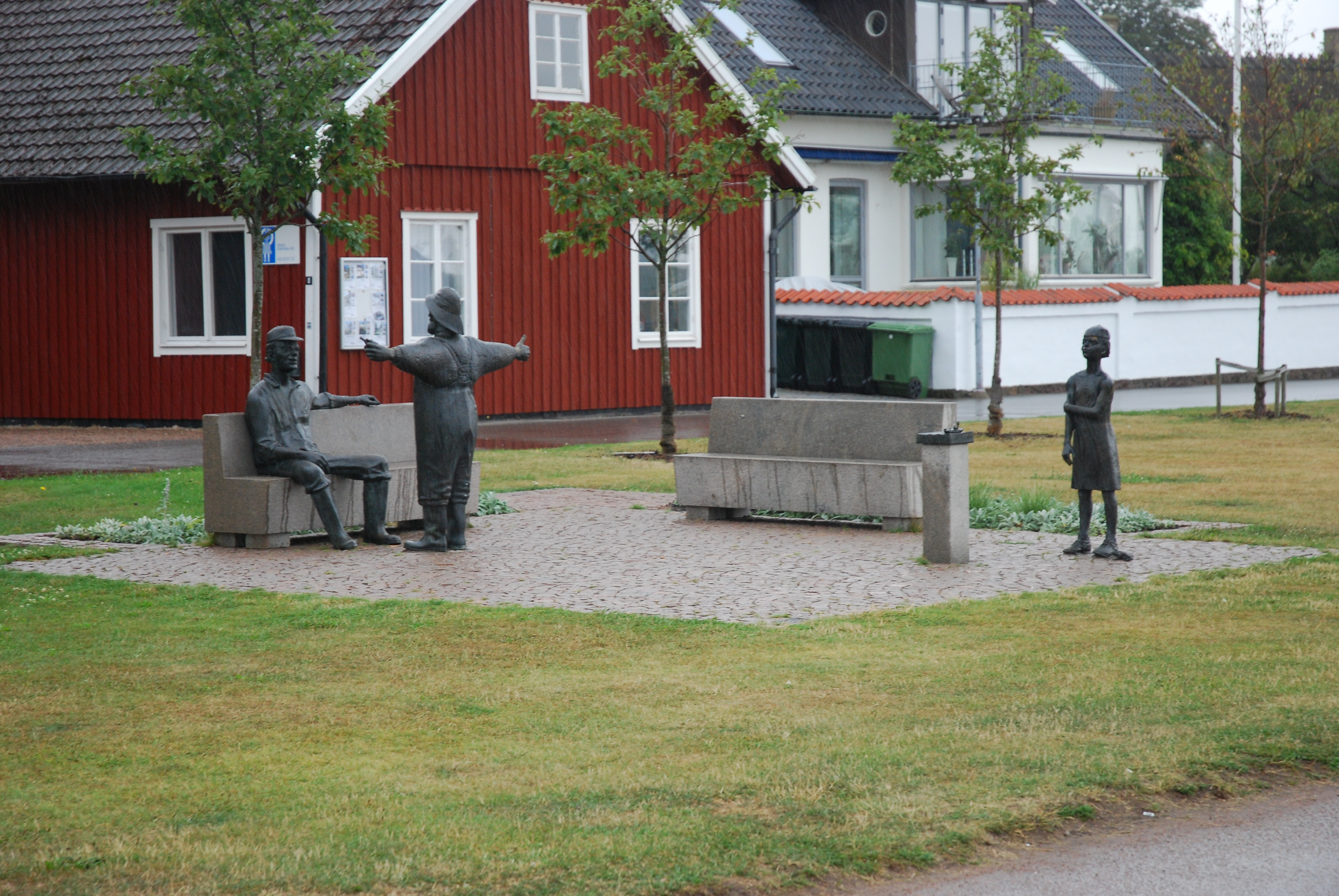
Jonas Högströms Tur, hopp och kärlek på hamnplanen
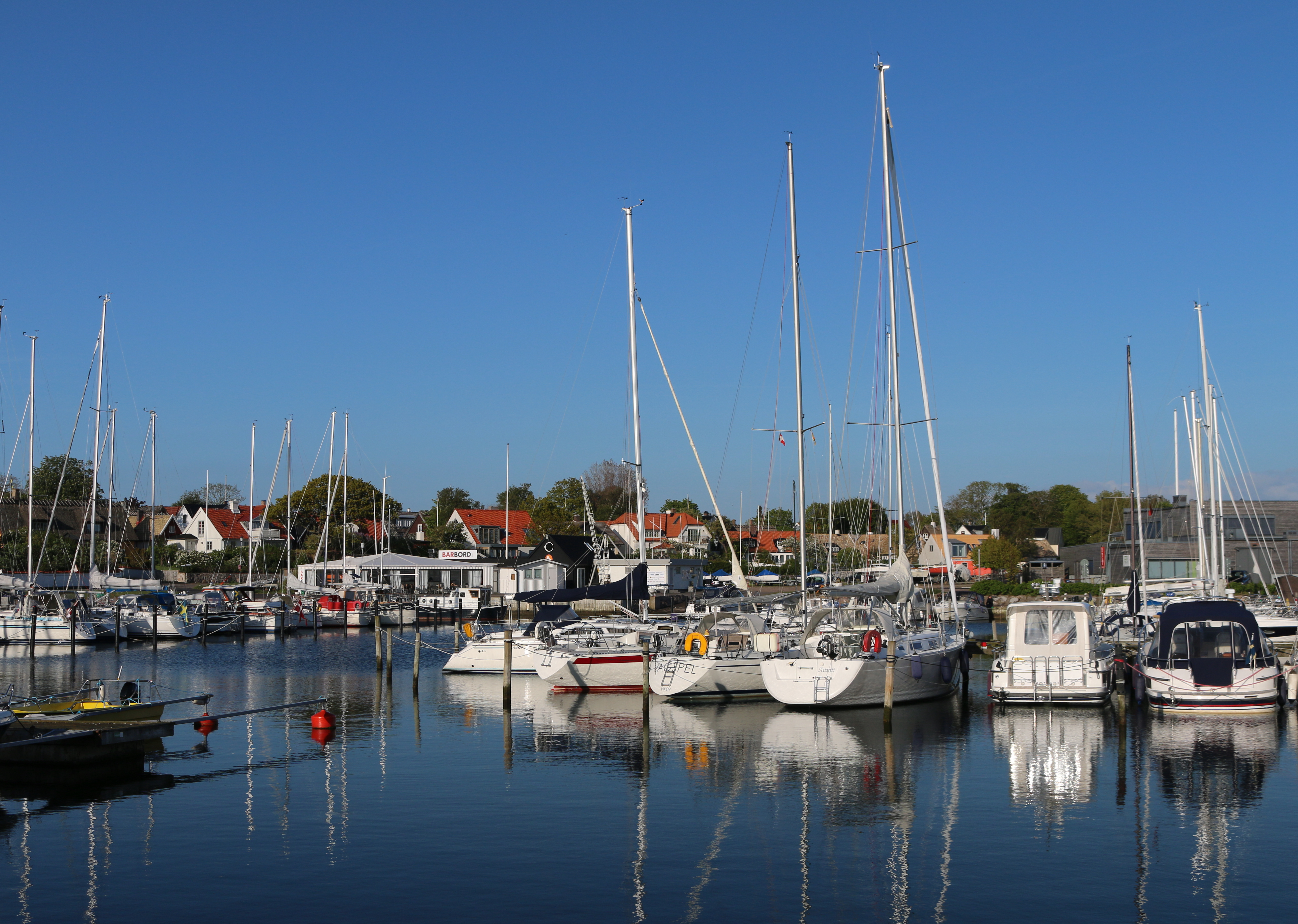
Fritidsbåtar i hamnen
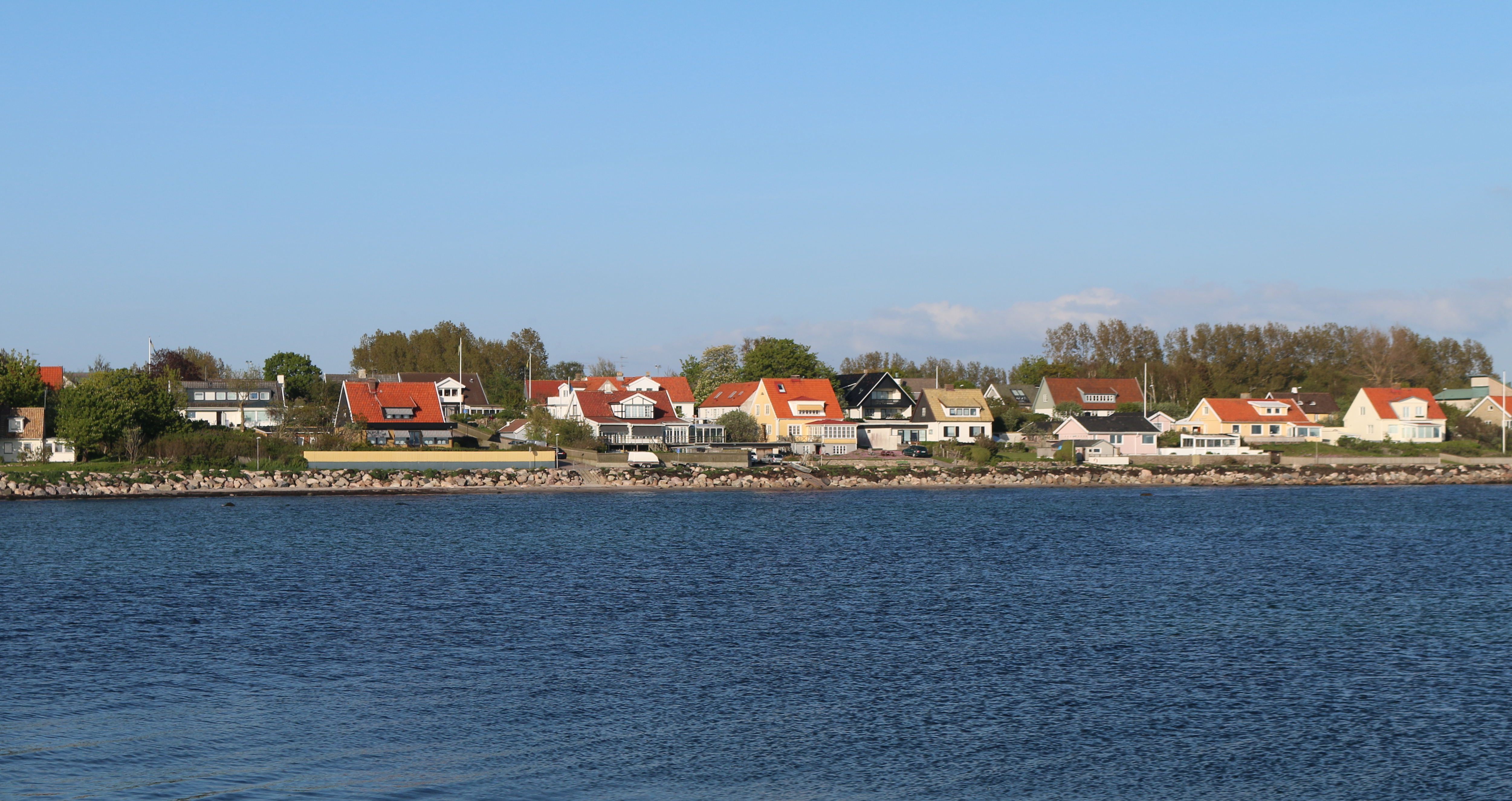
Viken från havssidan
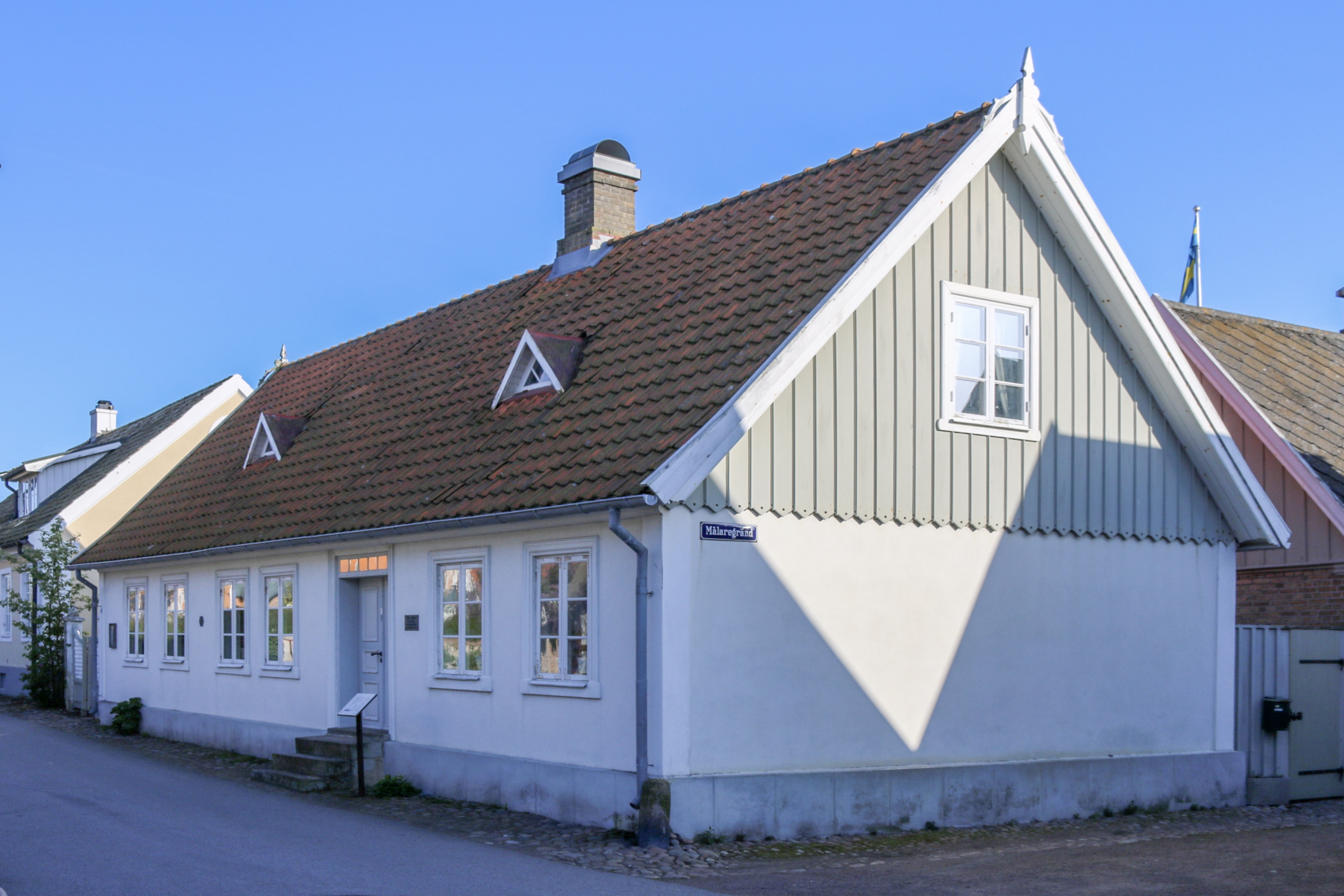
Paul Jönska gården